# ウガブ川
ウガブ川(ウガブがわ、Ugab river)は、ナミビアの北部を流れる川である。ナミビア北部に源を発し、南西に流れ大西洋に注いでいる。
川と言っても流域は砂漠地帯であり、年に数日しか水が流れない。